# James Friskin
James Friskin (* 3. März 1886 in Glasgow; † 16. März 1967 in New York City) war ein schottisch-US-amerikanischer Pianist, Musikpädagoge und Komponist.

## Leben
Friskin studierte am Londoner Royal College of Music bei Edward Dannreuther (Klavier) und Charles Villiers Stanford (Komposition). Von 1909 bis 1914 lehrte er am Royal Normal College for the Blind in London. 1914 übersiedelte er in die USA, wo er in New York zunächst am Institute of Musical Arts unterrichtete. Später wurde er Mitglied des Lehrkörpers der Juilliard Graduate School, an der er bis zu seinem Tod unterrichtete. 1944 heiratete er die Komponistin und Bratschistin Rebecca Clarke.
Friskin befasste sich besonders mit dem Werk von Johann Sebastian Bach und spielte 1954 bzw. 1956 mehrere seiner Werke auf Schallplatte ein.
James Friskins heute kaum mehr bekanntes kompositorisches Werk entstand weitgehend in seiner Londoner Zeit und umfasst neben kammermusikalischen Werken (darunter sein in London vor dem Ersten Weltkrieg häufig aufgeführtes Klavierquintett c-Moll op. 1 von 1907) ein Klavierkonzert, eine Konzertouvertüre und Lieder. Außerdem publizierte er 1921 The principles of Pianoforte Practice sowie – gemeinsam mit Irwin Freundlich – das Handbuch Music for Piano (New York, 1954).